# Karşıyaka, Defne
Karşıyaka là một xã thuộc huyện Defne, tỉnh Hatay, Thổ Nhĩ Kỳ. Dân số thời điểm năm 2011 là 99 người.